# Liceo classico Tommaso Campailla
L'istituto d'istruzione superiore "Galilei-Campailla" è un'istituzione scolastica sita a Modica, che comprende gli indirizzi classico (ex liceo Tommaso Campailla), artistico e scientifico (ex liceo Galileo Galilei).

## Storia del liceo
Il Liceo “Campailla” è il più antico liceo classico della provincia di Ragusa e a lungo il più frequentato della Provincia di Siracusa, cui apparteneva Modica all'epoca della sua istituzione. Venne fondato nel 1878 come "Regio Ginnasio-Liceo" e dedicato al filosofo, poeta e medico modicano Tommaso Campailla (1668 - 1740).
L'aspirazione ad avere un liceo emerse concretamente a Modica, allora quarta città della Sicilia e capoluogo di circondario, nel 1844, ma né in quell'anno né nel 1848 (quando l'abate Giuseppe De Leva Gravina, vicario foraneo e deputato al Parlamento, propose di aprire un liceo con i beni del disciolto Collegio dei Gesuiti) si riuscì nell'intento.
Avendo preferito costituire un Istituto Tecnico, Modica attese fino al 1878 per completare col triennio l'istruzione ginnasiale: nacque così il Regio Ginnasio-Liceo, affidato alla direzione del prof. Vincenzo Giardina, che ebbe come vice il grande etnologo Serafino Amabile Guastella.
Significativamente, venne allocato nell'antico palazzo del Real Collegio S. Ignazio degli Studi Secondari Superiori, un istituto fondato nel 1630 dalla contessa di Modica Vittoria Colonna de Cabrera e che aveva la facoltà di attribuire la laurea in teologia e filosofia morale. Si volle in tal modo rimarcare la continuità ideale tra una piccola "università" di provincia e la nuova, prestigiosa scuola voluta dall'élite di una importante città siciliana già allora nota come capitale culturale della Sicilia sud-orientale.
A partire dagli anni Sessanta del Novecento il "Tommaso Campailla" ha dato origine a diversi altri istituti: il Liceo scientifico Galileo Galilei, il Liceo classico Quintino Cataudella di Scicli e, a fine anni Novanta, il Liceo Artistico Statale.
La normativa scolastica vigente, che prevede una soglia minima di 600 unità per garantire l'autonomia di un istituto, ha portato all'accorpamento del "Campailla", a partire dall'a.s. 2013/2014, col liceo scientifico "Galileo Galilei" di Modica.